# Руль высоты

Движение самолёта при использовании рулей высоты на хвосте

Штурвал и руль высоты для управления самолётом

Руль высоты́ — аэродинамический орган управления самолёта, осуществляющий его вращение вокруг поперечной оси.
Руль высоты представляет собой подвижную управляемую поверхность, отклонение которой в горизонтальном полёте вызывает изменение тангажа через изменение соответствующего момента сил. В зависимости от аэродинамической схемы руль высоты может быть установлен в различных местах самолёта.
При компоновке самолёта согласно нормальной схеме рули высоты — это элементы хвостового оперения, расположенные на задних кромках стабилизаторов. В большинстве сверхзвуковых самолётов функцию рулей высоты выполняют цельноповоротные стабилизаторы, которые не имеют сочленений и отклоняются целиком.
Схема «утка» предполагает переднее расположение рулей высоты; схема «бесхвостка» — замену рулей высоты элевонами.
Управление самолётом по тангажу выполняется в горизонтальном полёте пилотом посредством взятия штурвала на себя либо отдачи его от себя. Рули высоты при этом на нормальной аэродинамической схеме отклоняются соответственно вверх либо вниз. При этом у самолёта создаётся соответственно кабрирующий либо пикирующий момент, а нос самолёта отклоняется соответственно вверх либо вниз.
Название «руль высоты» является устоявшимся, однако добиться с его помощью управления самолётом по высоте можно не всегда. Поскольку изменение скорости набора или потери высоты зависит не только от угла атаки, но и от подъёмной силы, то при недостаточной скорости полета взятие штурвала на себя может привести к сваливанию самолёта.